# Mendelssohn (Familienname)
Mendelssohn ist ein deutscher Familienname.

## Herkunft und Bedeutung
Mendelssohn ist ein Patronym und bedeutet Sohn des Mendel.

## Namensträger
- Abraham Mendelssohn Bartholdy (1776–1835), deutscher Bankier
- Albrecht Mendelssohn Bartholdy (1874–1936), deutscher Jurist und Politikwissenschaftler
- Alexander Mendelssohn (1798–1871), deutscher Bankier
- Ania von Mendelssohn (1889–1978), deutsche Graphologin und Schriftstellerin, siehe Ania Teillard
- Arnold Mendelssohn (1855–1933), deutscher Komponist und Musikpädagoge
- Brendel Mendelssohn (1764–1839), deutsche Schriftstellerin, siehe Dorothea Schlegel
- Carl Mendelssohn Bartholdy (1838–1897), deutscher Historiker
- Cécile Mendelssohn Bartholdy (1817–1853), deutsche Ehefrau von Felix Mendelssohn Bartholdy
- Edith Mendelssohn Bartholdy (1882–1969), deutsche Sozial- und Kulturpolitikerin
- Eleonora von Mendelssohn (1900–1951), deutsche Schauspielerin
- Erich von Mendelssohn (1887–1913), deutscher Dichter, Schriftsteller und Übersetzer
- Ernst von Mendelssohn-Bartholdy (1846–1909), deutscher Bankier
- Fanny Zippora Mendelssohn (1805–1847), deutsche Komponistin, siehe Fanny Hensel
- Felix von Mendelssohn (1918–2008), deutscher Psychiater und Psychotherapeut
- Felix de Mendelssohn (1944–2016), deutscher Psychoanalytiker
- Felix Mendelssohn Bartholdy (1809–1847), deutscher Komponist und Musiker
- Felix Robert Mendelssohn (1896–1951), deutscher Cellist
- Francesco von Mendelssohn (Franz von Mendelssohn; 1901–1972), deutscher Cellist und Kunstsammler
- Franz Mendelssohn (1887–1971), deutscher Ingenieur, Marineoberbaurat und Diplomat
- Franz von Mendelssohn (der Ältere) (1829–1889), deutscher Bankier
- Franz von Mendelssohn der Jüngere (1865–1935), deutscher Bankier und Wirtschaftsfunktionär
- Fromet Mendelssohn (1737–1812), deutsche Haus- und Geschäftsfrau, Ehefrau von Moses Mendelssohn
- Georg Mendelssohn (1886–1955), deutscher Kunsthandwerker
- Georg Benjamin Mendelssohn (1794–1874), deutscher Geograph und Hochschullehrer
- Harald von Mendelssohn (1911–2008), deutsch-dänischer Journalist und Schriftsteller
- Heinrich Mendelssohn (Unternehmer) (1881–1959), deutscher Bauunternehmer
- Heinrich Mendelssohn (Biologe) (1910–2002), israelischer Zoologe und Naturschützer
- Hermann Mendelssohn (1824–1891), deutscher Verleger
- Joseph Mendelssohn (1770–1848), deutscher Bankier
- Joseph Mendelssohn (Schriftsteller) (1817–1856), deutscher Schriftsteller
- Kurt Mendelssohn (1906–1980), deutsch-britischer Physiker
- Lea Mendelssohn Bartholdy (1777–1842), deutsche Pianistin, Mutter von Felix Mendelssohn Bartholdy
- Ludwig Mendelssohn (1852–1896), deutscher Altphilologe
- Maria Mendelssohn (1861–1928), deutsche Radiererin
- Moses Mendelssohn (1729–1786), deutscher Kaufmann und Philosoph
- Moses Mendelssohn (Kaufmann) (1778–1848), deutscher Kaufmann
- Nathan Mendelssohn (Instrumentenbauer) (1781–1852), deutscher Mechaniker und Instrumentenbauer
- Nathan Mendelssohn (Violinist) (* 1942), usbekischer Violinist und Hochschullehrer
- Otto von Mendelssohn Bartholdy (1868–1949), deutscher Bankier
- Paul Mendelssohn-Bartholdy (1812–1874), deutscher Bankier
- Paul Mendelssohn Bartholdy der Ältere (1841–1880), deutscher Chemiker und Unternehmensgründer
- Paul Mendelssohn Bartholdy der Jüngere (1879–1956), deutscher Chemiker und Industriemanager
- Peter de Mendelssohn (1908–1982), deutsch-britischer Publizist
- Robert von Mendelssohn (der Ältere) (1857–1917), deutscher Bankier und Kunstsammler
- Robert von Mendelssohn (der Jüngere) (1902–1996), deutscher Bankier
- Salomon Mendelssohn (1813–1892), deutscher Turnlehrer
- Vladimir Mendelssohn (1949–2021), rumänischer Bratschist und Komponist